# 미국 하원 선거구 수 배분
미국 하원 선거구 수 배분은 10년마다 미국 센서스에서 조사하는 인구 조사 결과에 따라 미국의 주별로 부여되는 하원 선거구 수를 정하고, 경우에 따라 조정하는 배분 시스템이다. 현재 미국 하원의원의 정원은 435명이며, 거기에 워싱턴 D.C., 푸에르토리코, 아메리칸사모아, 괌, 북마리아나 제도, 그리고 미국령 버진아일랜드 지역에서 각각 파견대표 1명씩 배출을 한다.
미국 의회 배분은 미국 헌법에서 규정 한 가장 최근의 10년 인구 조사에 따라 미국 하원 의석이 50개 주에 분배되는 과정이다. 각 주에는 50개 주 전체 인구에서 차지하는 비율에 상응하는 의석 수가 할당된다. 모든 주에는 헌법상 최소 1석이 보장된다.
하원 의석 수는 1913년 이래로 435개였으며, 알래스카와 하와이가 연방에 가입했을 때 일시적으로 437개로 늘어난 경우를 제외하고는 1929년 재분배법에 의해 그 수로 제한되었다. 같은 비율의 헌팅힐 방법으로는 1940년 인구 조사 재분배 이후 주간에 좌석을 분배하는 데 사용되었다. 연방법에 따라 미국 하원 서기는 각 10년마다 인구 조사 직후 그해 1월 25 일까지 주에 할당된 의석 수를 각 주정부에 통보해야 한다.
주의 총 의원 대표단의 규모(대표자 외에 각주의 상원 의원 2명 포함)는 미국 대통령을 선출하는 미국 선거인단에서 대표의 규모를 결정한다.

## 헌법적 맥락
미국 헌법 제1장 제2조 제3항은 다음과 같이 규정했다.
```
대표자와 직접세는 각각의 숫자에 따라 본 연방에 포함될 수있는 여러 국가에 배분되어야 하며, 이는 그 해동안 복무할 수 있는 사람들을 포함하여 전체 국민 수를 더하여 결정된다. 과세되지 않은 인도인을 제외하면 다른 모든 사람의 3/5이 된다. 대표자 수는 3만 명당 1명을 초과할 수 없지만 각 주에는 최소 1명의 대표자가 있어야 한다.
"다른 모든 국민의 3/5"는 인구 기반에 국민의 3⁄5을 포함하는 것을 의미한다.
```

남북 전쟁이 끝난 후 첫 번째 조항은 수정 제14조의 두 번째 조항으로 대체되었다.
```
대의원은 세금이 부과되지 않는 인도인을 제외하고 각주의 전체 인원 수를 계산하여 각각의 숫자에 따라 여러 국가에 할당된다. 그러나 미국의 대통령 및 부통령, 하원 의원, 국가의 행정 및 사법 공무원, 또는 입법부의 의원의 선거인을 선택하기 위해 선거에서 투표 할 권리가 거부 된 경우 21세인 해당 국가의 남성 거주자 및 미국 시민 또는 어떤 식 으로든 축약된(반란 또는 기타 범죄에 참여하는 경우를 제외하고) 그 비율에서 대표 근거가 감소된다. 남성 시민의 수는 해당 국가의 21세 남성 시민 전체 수에 포함된다.
```

## 재분배
재분배는 일반적으로 각 10년마다 인구 조사 후에 발생하지만, 총 대표자 수와 그 당시 시행될 할당 방법을 규율하는 법이 인구 조사 전에 제정된다.
10년 배분은 또한 미국 선거인단에서 각주의 대표 규모를 결정한다. 미국 헌법 제2조 제1절 제2조에 따라 모든 주의 유권자 수는 총 의회 대표단(하원 및 상원 의석)과 동일하다.
연방법은 하원 서기가 자격이 있는 의석 수에 대한 인구 조사 직후 그해 1월 25일까지 각 주 정부에 통보하도록 요구한다. 의석 수가 변경되었는지 여부에 관계없이 주에서는 선거구 재구획이라는 과정을 통해 거의 동일한 인구의 주내의 지리적 영역인 의회 구역의 경계를 결정한다.
하원 서기가 결과를 보고하는 기한은 다음 1월까지 이루어지지 않고 주정부가 재구획을 수행하는데 충분한 시간이 필요하기 때문에 10년 인구 조사는 같은 해에 개최되는 선거에 영향을 미치지 않는다. 예를 들어, 2020년 대통령 선거 기간 동안의 선거인단 할당은 여전히 2010년 인구 조사 결과를 기반으로 했다.

## 의원 수
미국 하원의 규모는 미국 고유의 토지 면적이 분할 된 총 의회 지구(또는 의석) 수를 나타낸다. 의결권 대표의 수는 현재 435명으로 설정되어 있다. 하원에 추가로 5명의 파견대표가 있다. 그들은 워싱턴 D.C.와 2008년에 처음으로 대표로 선출된 아메리칸사모아, 괌, 북마리아나 제도 및 미국령 버진아일랜드를 대표한다. 푸에르토리코는 또한 4년마다 상주위원을 선출합니다.

## 역대 하원 선거구 수 배분 결과
미국은 독립 이래 첫 선거구 획정과 23차례에 걸친 재분배를 거쳐왔다. 그와 도중에는 새로운 주가 편입한 적이 있었고, 미국 하원 전체 의석 수가 증가하기도 했다. 밑에 있는 표는 역대 주별 연방하원 선거구 수이다.
| 연방 편입 순번 | 배분 진행 횟수   | 배분 진행 횟수 | 1              | 2              | 3              | 4              | 5              | 6              | 7              | 8              | 9              | 10             |
| 연방 편입 순번 | 조사 연도        | 조사 연도      | 1789년         | 1790년         | 1800년         | 1810년         | 1820년         | 1830년         | 1840년         | 1850년         | 1860년         | 1870년         |
| 연방 편입 순번 | 시유효 연도      | 시유효 연도    | 1789년         | 1793년         | 1803년         | 1813년         | 1823년         | 1833년         | 1843년         | 1853년         | 1863년         | 1873년         |
| 연방 편입 순번 | 전체 의석 수     | 전체 의석 수   | 65             | 105            | 142            | 182            | 213            | 240            | 223            | 234            | 241            | 292            |
| 연방 편입 순번 | 주명             | 영문 주명      | 하원 선거구 수 | 하원 선거구 수 | 하원 선거구 수 | 하원 선거구 수 | 하원 선거구 수 | 하원 선거구 수 | 하원 선거구 수 | 하원 선거구 수 | 하원 선거구 수 | 하원 선거구 수 |
| -------------- | ---------------- | -------------- | -------------- | -------------- | -------------- | -------------- | -------------- | -------------- | -------------- | -------------- | -------------- | -------------- |
| 1              | 델라웨어         | Delaware       | 1              | 1              | 1              | 2              | 1              | 1              | 1              | 1              | 1              | 1              |
| 2              | 펜실베이니아     | Pennsylvania   | 8              | 13             | 18             | 23             | 26             | 28             | 24             | 25             | 24             | 27             |
| 3              | 뉴저지           | New Jersey     | 4              | 5              | 6              | 6              | 6              | 6              | 5              | 5              | 5              | 7              |
| 4              | 조지아           | Georgia        | 3              | 2              | 4              | 6              | 7              | 9              | 8              | 8              | 7              | 9              |
| 5              | 코네티컷         | Connecticut    | 5              | 7              | 7              | 7              | 6              | 6              | 4              | 4              | 4              | 4              |
| 6              | 매사추세츠       | Massachusetts  | 8              | 14             | 17             | 20             | 13             | 12             | 10             | 11             | 10             | 11             |
| 7              | 메릴랜드         | Maryland       | 6              | 8              | 9              | 9              | 9              | 8              | 6              | 6              | 5              | 6              |
| 8              | 사우스캐롤라이나 | South Carolina | 5              | 6              | 8              | 9              | 9              | 9              | 7              | 6              | 4              | 5              |
| 9              | 뉴햄프셔         | New Hampshire  | 3              | 4              | 5              | 6              | 6              | 5              | 4              | 3              | 3              | 3              |
| 10             | 버지니아         | Virginia       | 10             | 19             | 22             | 23             | 22             | 21             | 15             | 13             | 11             | 9              |
| 11             | 뉴욕             | New York       | 6              | 10             | 17             | 27             | 34             | 40             | 34             | 33             | 31             | 33             |
| 12             | 노스캐롤라이나   | North Carolina | 5              | 10             | 12             | 13             | 13             | 13             | 9              | 8              | 7              | 8              |
| 13             | 로드아일랜드     | Rhode Island   | 1              | 2              | 2              | 2              | 2              | 2              | 2              | 2              | 2              | 2              |
| 14             | 버몬트           | Vermont        | 미편입         | 2              | 4              | 6              | 5              | 5              | 4              | 3              | 3              | 3              |
| 15             | 켄터키           | Kentucky       | 미편입         | 2              | 6              | 10             | 12             | 13             | 10             | 10             | 9              | 10             |
| 16             | 테네시           | Tennessee      | 미편입         | 미편입         | 3              | 6              | 9              | 13             | 11             | 10             | 8              | 10             |
| 17             | 오하이오         | Ohio           | 미편입         | 미편입         | 1              | 6              | 14             | 19             | 21             | 21             | 19             | 20             |
| 18             | 루이지애나       | Louisiana      | 미편입         | 미편입         | 미편입         | 1              | 3              | 3              | 4              | 4              | 5              | 6              |
| 19             | 인디애나         | Indiana        | 미편입         | 미편입         | 미편입         | 미편입         | 3              | 7              | 10             | 11             | 11             | 13             |
| 20             | 미시시피         | Mississippi    | 미편입         | 미편입         | 미편입         | 미편입         | 1              | 2              | 4              | 5              | 5              | 6              |
| 21             | 일리노이         | Illinois       | 미편입         | 미편입         | 미편입         | 미편입         | 1              | 3              | 7              | 9              | 14             | 19             |
| 22             | 앨라배마         | Alabama        | 미편입         | 미편입         | 미편입         | 미편입         | 3              | 5              | 7              | 7              | 6              | 8              |
| 23             | 메인             | Maine          | 미편입         | 미편입         | 미편입         | 미편입         | 7              | 8              | 7              | 6              | 5              | 5              |
| 24             | 미주리           | Missouri       | 미편입         | 미편입         | 미편입         | 미편입         | 1              | 2              | 5              | 7              | 9              | 13             |
| 25             | 아칸소           | Arkansas       | 미편입         | 미편입         | 미편입         | 미편입         | 미편입         | 미편입         | 1              | 2              | 3              | 4              |
| 26             | 미시간           | Michigan       | 미편입         | 미편입         | 미편입         | 미편입         | 미편입         | 미편입         | 3              | 4              | 6              | 9              |
| 27             | 플로리다         | Florida        | 미편입         | 미편입         | 미편입         | 미편입         | 미편입         | 미편입         | 미편입         | 1              | 1              | 2              |
| 28             | 텍사스           | Texas          | 미편입         | 미편입         | 미편입         | 미편입         | 미편입         | 미편입         | 미편입         | 2              | 4              | 6              |
| 29             | 아이오와         | Iowa           | 미편입         | 미편입         | 미편입         | 미편입         | 미편입         | 미편입         | 미편입         | 2              | 6              | 9              |
| 30             | 위스콘신         | Wisconsin      | 미편입         | 미편입         | 미편입         | 미편입         | 미편입         | 미편입         | 미편입         | 3              | 6              | 8              |
| 31             | 캘리포니아       | California     | 미편입         | 미편입         | 미편입         | 미편입         | 미편입         | 미편입         | 미편입         | 2              | 3              | 4              |
| 32             | 미네소타         | Minnesota      | 미편입         | 미편입         | 미편입         | 미편입         | 미편입         | 미편입         | 미편입         | 미편입         | 2              | 3              |
| 33             | 오리건           | Oregon         | 미편입         | 미편입         | 미편입         | 미편입         | 미편입         | 미편입         | 미편입         | 미편입         | 1              | 1              |
| 34             | 캔자스           | Kansas         | 미편입         | 미편입         | 미편입         | 미편입         | 미편입         | 미편입         | 미편입         | 미편입         | 1              | 1              |
| 35             | 웨스트버지니아   | West Virginia  | 미편입         | 미편입         | 미편입         | 미편입         | 미편입         | 미편입         | 미편입         | 미편입         | 미편입         | 3              |
| 36             | 네바다           | Nevada         | 미편입         | 미편입         | 미편입         | 미편입         | 미편입         | 미편입         | 미편입         | 미편입         | 미편입         | 1              |
| 37             | 네브래스카       | Nebraska       | 미편입         | 미편입         | 미편입         | 미편입         | 미편입         | 미편입         | 미편입         | 미편입         | 미편입         | 1              |

| 연방 편입 순번 | 배분 진행 횟수   | 배분 진행 횟수 | 11             | 12             | 13             | 14             | 15             | 16             | 17             | 18             | 19             | 20             |
| 연방 편입 순번 | 조사 연도        | 조사 연도      | 1880년         | 1890년         | 1900년         | 1910년         | 1930년         | 1940년         | 1950년         | 1960년         | 1970년         | 1980년         |
| 연방 편입 순번 | 시유효 연도      | 시유효 연도    | 1883년         | 1893년         | 1903년         | 1913년         | 1933년         | 1943년         | 1953년         | 1963년         | 1973년         | 1983년         |
| 연방 편입 순번 | 전체 의석 수     | 전체 의석 수   | 325            | 356            | 386            | 435            | 435            | 435            | 435            | 435            | 435            | 435            |
| 연방 편입 순번 | 주명             | 영문 주명      | 하원 선거구 수 | 하원 선거구 수 | 하원 선거구 수 | 하원 선거구 수 | 하원 선거구 수 | 하원 선거구 수 | 하원 선거구 수 | 하원 선거구 수 | 하원 선거구 수 | 하원 선거구 수 |
| -------------- | ---------------- | -------------- | -------------- | -------------- | -------------- | -------------- | -------------- | -------------- | -------------- | -------------- | -------------- | -------------- |
| 1              | 델라웨어         | Delaware       | 1              | 1              | 1              | 1              | 1              | 1              | 1              | 1              | 1              | 1              |
| 2              | 펜실베이니아     | Pennsylvania   | 28             | 30             | 32             | 36             | 34             | 33             | 30             | 27             | 25             | 23             |
| 3              | 뉴저지           | New Jersey     | 7              | 8              | 10             | 12             | 14             | 14             | 14             | 15             | 15             | 14             |
| 4              | 조지아           | Georgia        | 10             | 11             | 11             | 12             | 10             | 10             | 10             | 10             | 10             | 10             |
| 5              | 코네티컷         | Connecticut    | 4              | 4              | 5              | 5              | 6              | 6              | 6              | 6              | 6              | 6              |
| 6              | 매사추세츠       | Massachusetts  | 12             | 13             | 14             | 16             | 15             | 14             | 14             | 12             | 12             | 11             |
| 7              | 메릴랜드         | Maryland       | 6              | 6              | 6              | 6              | 6              | 6              | 7              | 8              | 8              | 8              |
| 8              | 사우스캐롤라이나 | South Carolina | 7              | 7              | 7              | 7              | 6              | 6              | 6              | 6              | 6              | 6              |
| 9              | 뉴햄프셔         | New Hampshire  | 2              | 2              | 2              | 2              | 2              | 2              | 2              | 2              | 2              | 2              |
| 10             | 버지니아         | Virginia       | 10             | 10             | 10             | 10             | 9              | 9              | 10             | 10             | 10             | 10             |
| 11             | 뉴욕             | New York       | 34             | 34             | 37             | 43             | 45             | 45             | 43             | 41             | 39             | 34             |
| 12             | 노스캐롤라이나   | North Carolina | 9              | 9              | 10             | 10             | 11             | 12             | 12             | 11             | 11             | 11             |
| 13             | 로드아일랜드     | Rhode Island   | 2              | 2              | 2              | 3              | 2              | 2              | 2              | 2              | 2              | 2              |
| 14             | 버몬트           | Vermont        | 2              | 2              | 2              | 2              | 1              | 1              | 1              | 1              | 1              | 1              |
| 15             | 켄터키           | Kentucky       | 11             | 11             | 11             | 11             | 9              | 9              | 8              | 7              | 7              | 7              |
| 16             | 테네시           | Tennessee      | 10             | 10             | 10             | 10             | 9              | 10             | 9              | 9              | 8              | 9              |
| 17             | 오하이오         | Ohio           | 21             | 21             | 21             | 22             | 24             | 23             | 23             | 24             | 23             | 21             |
| 18             | 루이지애나       | Louisiana      | 6              | 6              | 7              | 8              | 8              | 8              | 8              | 8              | 8              | 8              |
| 19             | 인디애나         | Indiana        | 13             | 13             | 13             | 13             | 12             | 11             | 11             | 11             | 11             | 10             |
| 20             | 미시시피         | Mississippi    | 7              | 7              | 8              | 8              | 7              | 7              | 6              | 5              | 5              | 5              |
| 21             | 일리노이         | Illinois       | 20             | 22             | 25             | 27             | 27             | 26             | 25             | 24             | 24             | 22             |
| 22             | 앨라배마         | Alabama        | 8              | 9              | 9              | 10             | 9              | 9              | 9              | 8              | 7              | 7              |
| 23             | 메인             | Maine          | 4              | 4              | 4              | 4              | 3              | 3              | 3              | 2              | 2              | 2              |
| 24             | 미주리           | Missouri       | 14             | 15             | 16             | 16             | 13             | 13             | 11             | 10             | 10             | 9              |
| 25             | 아칸소           | Arkansas       | 5              | 6              | 7              | 7              | 7              | 7              | 6              | 4              | 4              | 4              |
| 26             | 미시간           | Michigan       | 11             | 12             | 12             | 13             | 17             | 17             | 18             | 19             | 19             | 18             |
| 27             | 플로리다         | Florida        | 2              | 2              | 3              | 4              | 5              | 6              | 8              | 12             | 15             | 19             |
| 28             | 텍사스           | Texas          | 11             | 13             | 16             | 18             | 21             | 21             | 22             | 23             | 24             | 27             |
| 29             | 아이오와         | Iowa           | 11             | 11             | 11             | 11             | 9              | 8              | 8              | 7              | 6              | 6              |
| 30             | 위스콘신         | Wisconsin      | 9              | 10             | 11             | 11             | 10             | 10             | 10             | 10             | 9              | 9              |
| 31             | 캘리포니아       | California     | 6              | 7              | 8              | 11             | 20             | 23             | 30             | 38             | 43             | 45             |
| 32             | 미네소타         | Minnesota      | 5              | 7              | 9              | 10             | 9              | 9              | 9              | 8              | 8              | 8              |
| 33             | 오리건           | Oregon         | 1              | 2              | 2              | 3              | 3              | 4              | 4              | 4              | 4              | 5              |
| 34             | 캔자스           | Kansas         | 7              | 8              | 8              | 8              | 7              | 6              | 6              | 5              | 5              | 5              |
| 35             | 웨스트버지니아   | West Virginia  | 4              | 4              | 5              | 6              | 6              | 6              | 6              | 5              | 4              | 4              |
| 36             | 네바다           | Nevada         | 1              | 1              | 1              | 1              | 1              | 1              | 1              | 1              | 1              | 2              |
| 37             | 네브래스카       | Nebraska       | 3              | 6              | 6              | 6              | 5              | 4              | 4              | 3              | 3              | 3              |
| 38             | 콜로라도         | Colorado       | 1              | 2              | 3              | 4              | 4              | 4              | 4              | 4              | 5              | 6              |
| 39             | 노스다코타       | North Dakota   | 미편입         | 1              | 2              | 3              | 2              | 2              | 2              | 2              | 1              | 1              |
| 40             | 사우스다코타     | South Dakota   | 미편입         | 2              | 2              | 3              | 2              | 2              | 2              | 2              | 2              | 1              |
| 41             | 몬태나           | Montana        | 미편입         | 1              | 1              | 2              | 2              | 2              | 2              | 2              | 2              | 2              |
| 42             | 워싱턴           | Washington     | 미편입         | 2              | 3              | 5              | 6              | 6              | 7              | 7              | 7              | 8              |
| 43             | 아이다호         | Idaho          | 미편입         | 1              | 1              | 2              | 2              | 2              | 2              | 2              | 2              | 2              |
| 44             | 와이오밍         | Wyoming        | 미편입         | 1              | 1              | 1              | 1              | 1              | 1              | 1              | 1              | 1              |
| 45             | 유타             | Utah           | 미편입         | 미편입         | 1              | 2              | 2              | 2              | 2              | 2              | 2              | 3              |
| 46             | 오클라호마       | Oklahoma       | 미편입         | 미편입         | 미편입         | 8              | 9              | 8              | 6              | 6              | 6              | 6              |
| 47             | 뉴멕시코         | New Mexico     | 미편입         | 미편입         | 미편입         | 1              | 1              | 2              | 2              | 2              | 2              | 3              |
| 48             | 애리조나         | Arizona        | 미편입         | 미편입         | 미편입         | 1              | 1              | 2              | 2              | 3              | 4              | 5              |
| 49             | 알래스카         | Alaska         | 미편입         | 미편입         | 미편입         | 미편입         | 미편입         | 미편입         | 미편입         | 1              | 1              | 1              |
| 50             | 하와이           | Hawaii         | 미편입         | 미편입         | 미편입         | 미편입         | 미편입         | 미편입         | 미편입         | 2              | 2              | 2              |

| 연방 편입 순번 | 배분 진행 횟수   | 배분 진행 횟수 | 21             | 22             | 23             | 24             |
| 연방 편입 순번 | 조사 연도        | 조사 연도      | 1990년         | 2000년         | 2010년         | 2020년         |
| 연방 편입 순번 | 시유효 연도      | 시유효 연도    | 1993년         | 2003년         | 2013년         | 2023년         |
| 연방 편입 순번 | 전체 의석 수     | 전체 의석 수   | 435            | 435            | 435            | 435            |
| 연방 편입 순번 | 주명             | 영문 주명      | 하원 선거구 수 | 하원 선거구 수 | 하원 선거구 수 | 하원 선거구 수 |
| -------------- | ---------------- | -------------- | -------------- | -------------- | -------------- | -------------- |
| 1              | 델라웨어         | Delaware       | 1              | 1              | 1              | 1              |
| 2              | 펜실베이니아     | Pennsylvania   | 21             | 19             | 18             | 17             |
| 3              | 뉴저지           | New Jersey     | 13             | 13             | 12             | 12             |
| 4              | 조지아           | Georgia        | 11             | 13             | 14             | 14             |
| 5              | 코네티컷         | Connecticut    | 6              | 5              | 5              | 5              |
| 6              | 매사추세츠       | Massachusetts  | 10             | 10             | 9              | 9              |
| 7              | 메릴랜드         | Maryland       | 8              | 8              | 8              | 8              |
| 8              | 사우스캐롤라이나 | South Carolina | 6              | 6              | 7              | 7              |
| 9              | 뉴햄프셔         | New Hampshire  | 2              | 2              | 2              | 2              |
| 10             | 버지니아         | Virginia       | 11             | 11             | 11             | 11             |
| 11             | 뉴욕             | New York       | 31             | 29             | 27             | 26             |
| 12             | 노스캐롤라이나   | North Carolina | 12             | 13             | 13             | 14             |
| 13             | 로드아일랜드     | Rhode Island   | 2              | 2              | 2              | 2              |
| 14             | 버몬트           | Vermont        | 1              | 1              | 1              | 1              |
| 15             | 켄터키           | Kentucky       | 6              | 6              | 6              | 6              |
| 16             | 테네시           | Tennessee      | 9              | 9              | 9              | 9              |
| 17             | 오하이오         | Ohio           | 19             | 18             | 16             | 15             |
| 18             | 루이지애나       | Louisiana      | 7              | 7              | 6              | 6              |
| 19             | 인디애나         | Indiana        | 10             | 9              | 9              | 9              |
| 20             | 미시시피         | Mississippi    | 5              | 4              | 4              | 4              |
| 21             | 일리노이         | Illinois       | 20             | 19             | 18             | 17             |
| 22             | 앨라배마         | Alabama        | 7              | 7              | 7              | 7              |
| 23             | 메인             | Maine          | 2              | 2              | 2              | 2              |
| 24             | 미주리           | Missouri       | 9              | 9              | 8              | 8              |
| 25             | 아칸소           | Arkansas       | 4              | 4              | 4              | 4              |
| 26             | 미시간           | Michigan       | 16             | 15             | 14             | 13             |
| 27             | 플로리다         | Florida        | 23             | 25             | 27             | 28             |
| 28             | 텍사스           | Texas          | 30             | 32             | 36             | 38             |
| 29             | 아이오와         | Iowa           | 5              | 5              | 4              | 4              |
| 30             | 위스콘신         | Wisconsin      | 9              | 8              | 8              | 8              |
| 31             | 캘리포니아       | California     | 52             | 53             | 53             | 52             |
| 32             | 미네소타         | Minnesota      | 8              | 8              | 8              | 8              |
| 33             | 오리건           | Oregon         | 5              | 5              | 5              | 6              |
| 34             | 캔자스           | Kansas         | 4              | 4              | 4              | 4              |
| 35             | 웨스트버지니아   | West Virginia  | 3              | 3              | 3              | 2              |
| 36             | 네바다           | Nevada         | 2              | 3              | 4              | 4              |
| 37             | 네브래스카       | Nebraska       | 3              | 3              | 3              | 3              |
| 38             | 콜로라도         | Colorado       | 6              | 7              | 7              | 8              |
| 39             | 노스다코타       | North Dakota   | 1              | 1              | 1              | 1              |
| 40             | 사우스다코타     | South Dakota   | 1              | 1              | 1              | 1              |
| 41             | 몬태나           | Montana        | 1              | 1              | 1              | 2              |
| 42             | 워싱턴           | Washington     | 9              | 9              | 10             | 10             |
| 43             | 아이다호         | Idaho          | 2              | 2              | 2              | 2              |
| 44             | 와이오밍         | Wyoming        | 1              | 1              | 1              | 1              |
| 45             | 유타             | Utah           | 3              | 3              | 4              | 4              |
| 46             | 오클라호마       | Oklahoma       | 6              | 5              | 5              | 5              |
| 47             | 뉴멕시코         | New Mexico     | 3              | 3              | 3              | 3              |
| 48             | 애리조나         | Arizona        | 6              | 8              | 9              | 9              |
| 49             | 알래스카         | Alaska         | 1              | 1              | 1              | 1              |
| 50             | 하와이           | Hawaii         | 2              | 2              | 2              | 2              |

## 같이 보기
- 미국 하원
- 미국 상원의 조